# Islande au Concours Eurovision de la chanson 2013
L'Islande participe, pour la vingt-sixième fois de son histoire, au Concours Eurovision de la chanson en 2013.

## Sélection nationale

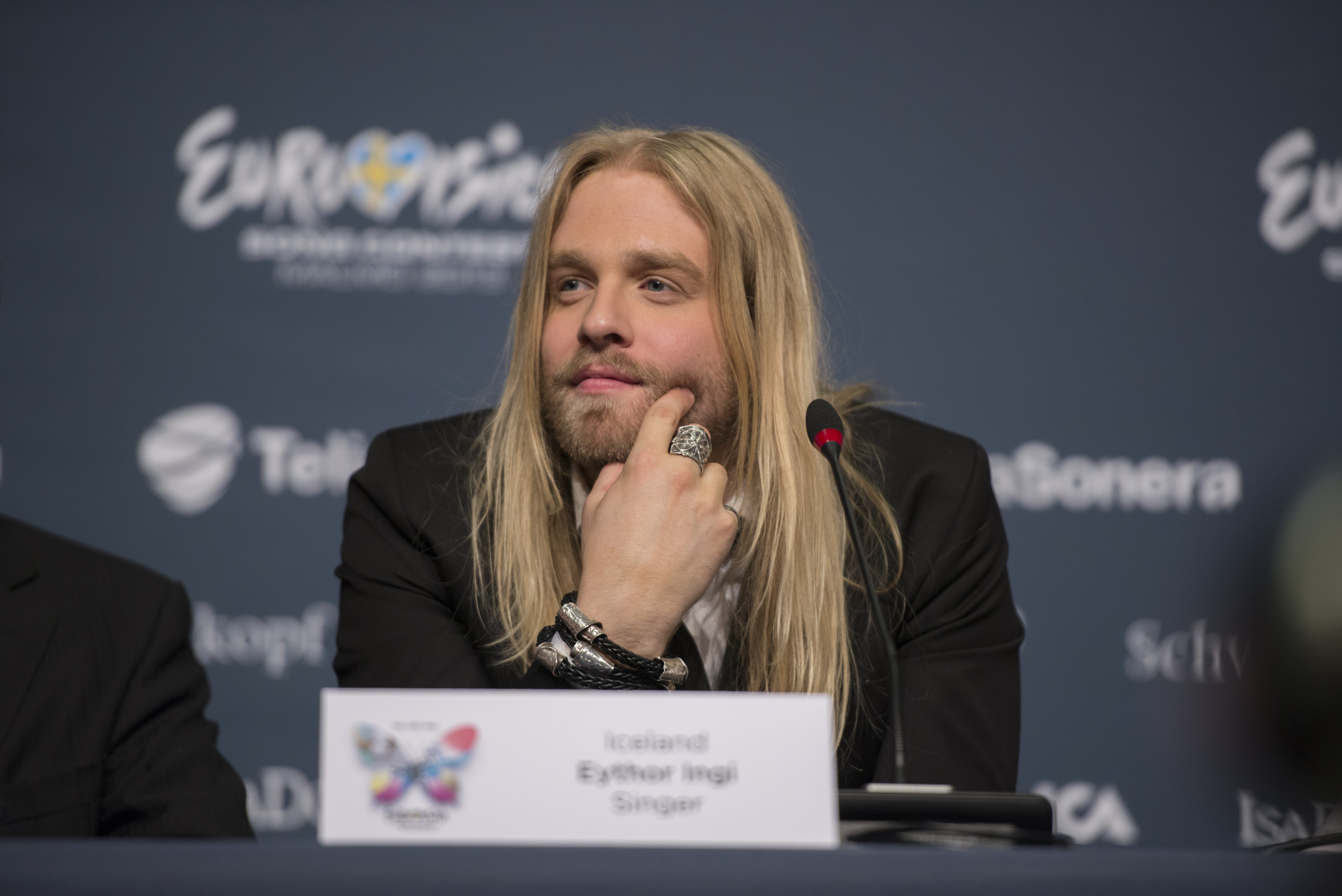
Eyþór Ingi Gunnlaugsson lors d'une conférence de presse pendant le Concours Eurovision de la chanson 2013.

Deux demi-finales, de six participants chacune, sont organisées pour désigner le représentant de l'Islande à l'Eurovision 2013, le 25 janvier 2013 et le 26 janvier 2013. Trois de chaque sont qualifiés pour disputer une finale, le 2 février 2013.
Lors de cette finale, les deux premiers des votes sont retenus pour disputer une superfinale le soir même. C'est finalement Eyþór Ingi Gunnlaugsson et sa chanson Ég á líf qui est choisi, au détriment d'Unnur Eggertsdóttir et de son titre Ég Syng !.

## Eurovision
Placé dans la seconde demi-finale, l'Islande finit sixième avec un score de soixante-douze points et se qualifie pour la finale. Lors de celle-ci, Eyþór Ingi Gunnlaugsson inscrit quarante-sept points et doit se contenter d'une dix-septième position.
| 12 points              | 10 points                               | 8 points | 7 points  | 6 points  |
| ---------------------- | --------------------------------------- | -------- | --------- | --------- |
| - Finlande - Allemagne | - Hongrie - Lettonie - Norvège - Suisse |          | - Espagne |           |
| 5 points               | 4 points                                | 3 points | 2 points  | 1 point   |
|                        |                                         |          |           | - Arménie |

| 12 points           | 10 points            | 8 points    | 7 points      | 6 points                    |
| ------------------- | -------------------- | ----------- | ------------- | --------------------------- |
|                     |                      | - Allemagne |               | - Estonie - Hongrie - Suède |
| 5 points            | 4 points             | 3 points    | 2 points      | 1 point                     |
| - Finlande - Suisse | - Norvège - Slovénie |             | - Royaume-Uni | - Danemark                  |

Points donnés par l'Islande lors de la deuxième demi-finale
| 12 points | Norvège     |
| 10 points | Roumanie    |
| 8 points  | Azerbaïdjan |
| 7 points  | Finlande    |
| 6 points  | Malte       |
| 5 points  | Suisse      |
| 4 points  | Géorgie     |
| 3 points  | Lettonie    |
| 2 points  | Grèce       |
| 1 point   | Israël      |

Points donnés par l'Islande lors de la finale
| 12 points | Danemark    |
| 10 points | Norvège     |
| 8 points  | Pays-Bas    |
| 7 points  | Azerbaïdjan |
| 6 points  | Roumanie    |
| 5 points  | Malte       |
| 4 points  | Suède       |
| 3 points  | Ukraine     |
| 2 points  | France      |
| 1 point   | Russie      |